# Tařinka horská
Tařinka horská
(Alyssum montanum), dříve též nazývaná tařice horská, je suchomilná rostlina tvořící polštářovité porosty se vzpřímenými rozvětvenými květenstvími se žlutými květy.

## Výskyt
Rostlina je s nestejnou intenzitou rozšířena v celé jižní a střední Evropě, v Pobaltí a směrem dále na východ se vyskytuje až po Ural a Kavkaz. Je považována za sarmatsko-panonsko-balkánský taxon který se z hraničních oblastí mezi jižní Evropou a jihozápadní Asií šířil, po odeznění doby ledové, dále do středu a k severu Evropy.
V České republice se objevuje v teplejších oblastech, hlavně v Českém krasu a Českém středohoří, v dolním Povltaví a na Moravě v okolí Brna a na Pálavě. Je to rostlina nesnášející nepropustnou, dlouhodobě vlhkou půdu a proto jako obligátní psamofyt vyrůstá nejčastěji na navátých píscích, ve stepích nebo v písčitých borových lesích, obsazuje také kamenité stráně nebo kaňonovitá říční údolí. Občas se pěstuje jako okrasná rostlina na skalkách v zahradách.

## Popis
Vytrvalý hemikryptopfyt, 10 až 20 cm vysoký, z jehož úzkého, hluboko sahajícího a dřevnatějícího vícehlavého kořene vyrůstají početné, vystoupavé nebo mnohem častěji vzpřímené, jednoduché nebo větvené květné lodyhy a někdy i krátké lodyhy bez květů s listovými růžicemi. Listy přízemních růžic jsou krátce řapíkaté, obkopinaté nebo lopatkovité, 5 až 15 mm dlouhé a 2 až 6 mm široké. Přisedlé, střídavě vyrůstající lodyžní listy jsou podlouhlé, kopinaté až čárkovité. Následkem hustého pokrytí nežláznatými přisedlými hvězdicovitými chlupy jsou lodyhy i listy šedoplstnaté; báze lodyh časem dřevnatí.
Žluté, čtyřčetné, oboupohlavné květy rostoucí na stopkách vytvářejí krátké hrozny které se v době zrání plodů prodlužují. Brzy po odkvětu opadávající volné kališní lístky jsou široce vejčitého tvaru a po okraji bíle lemované. Syté nebo světle žluté korunní lístky asi 4 až 6 mm dlouhé jsou obvejčité a na vrcholu vykrojené, vespod mají zúžený nehtík. Okvětí je vně vidlicovitě chlupaté. Kvetou v závislosti na stanovišti od dubna do července.
Plody jsou okrouhlé, obvejčité nebo elipsovité, pukavé, hvězdicovitě chlupaté šešulky rostoucí na šikmo odstávajících stopkách. Jsou zakončeny suchou čnělkou, pukavé a mají dvě pouzdra po dvou křídlatých semenech pomoci kterých se rostliny hlavně rozmnožují.

## Taxonomie
V Evropě se většinou uznávají dva poddruhy tařinky horské:
- tařinka horská pravá (Alyssum montanum L. subsp. montanum)
- tařinka horská Gmelinova (Alyssum montanum L. subsp. gmelinii) (Jord.) Hegi & Em. Schmid

Ve střední a východní Evropě (tudíž i v ČR) se vyskytuje pouze tařinka horská Gmelinova, která v sobě zahrnuje také údajnou tařinku horskou pravou, v minulosti popisovanou v české floře.

## Ohrožení
Na území Česka se vyskytuje pouze nemnoho jejích stabilních populací a proto je tařinka horská „Červeným seznamem cévnatých rostlin České republiky“ z roku 2012 zařazena mezi ohrožené druhy (C3).

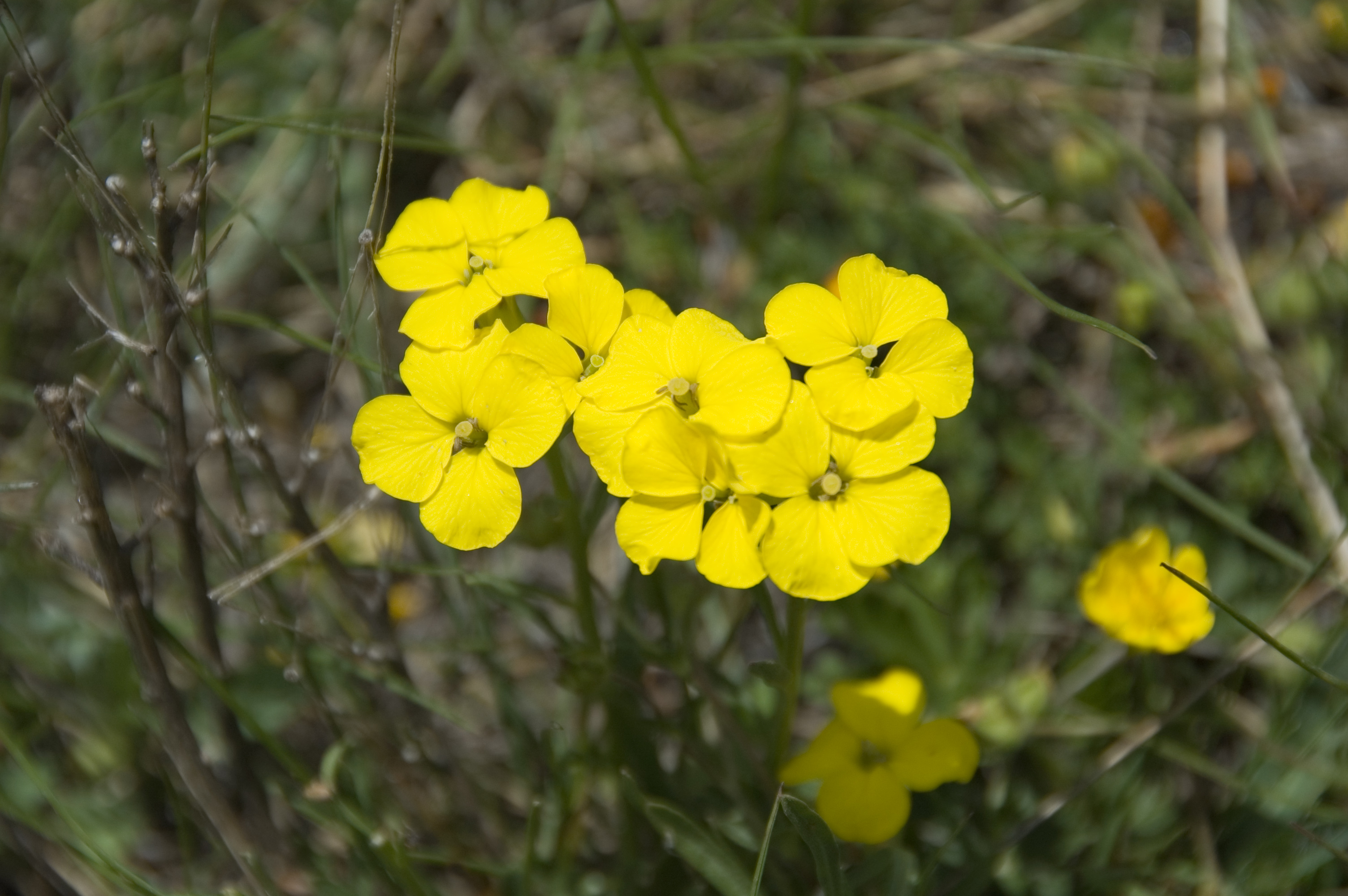
Květy
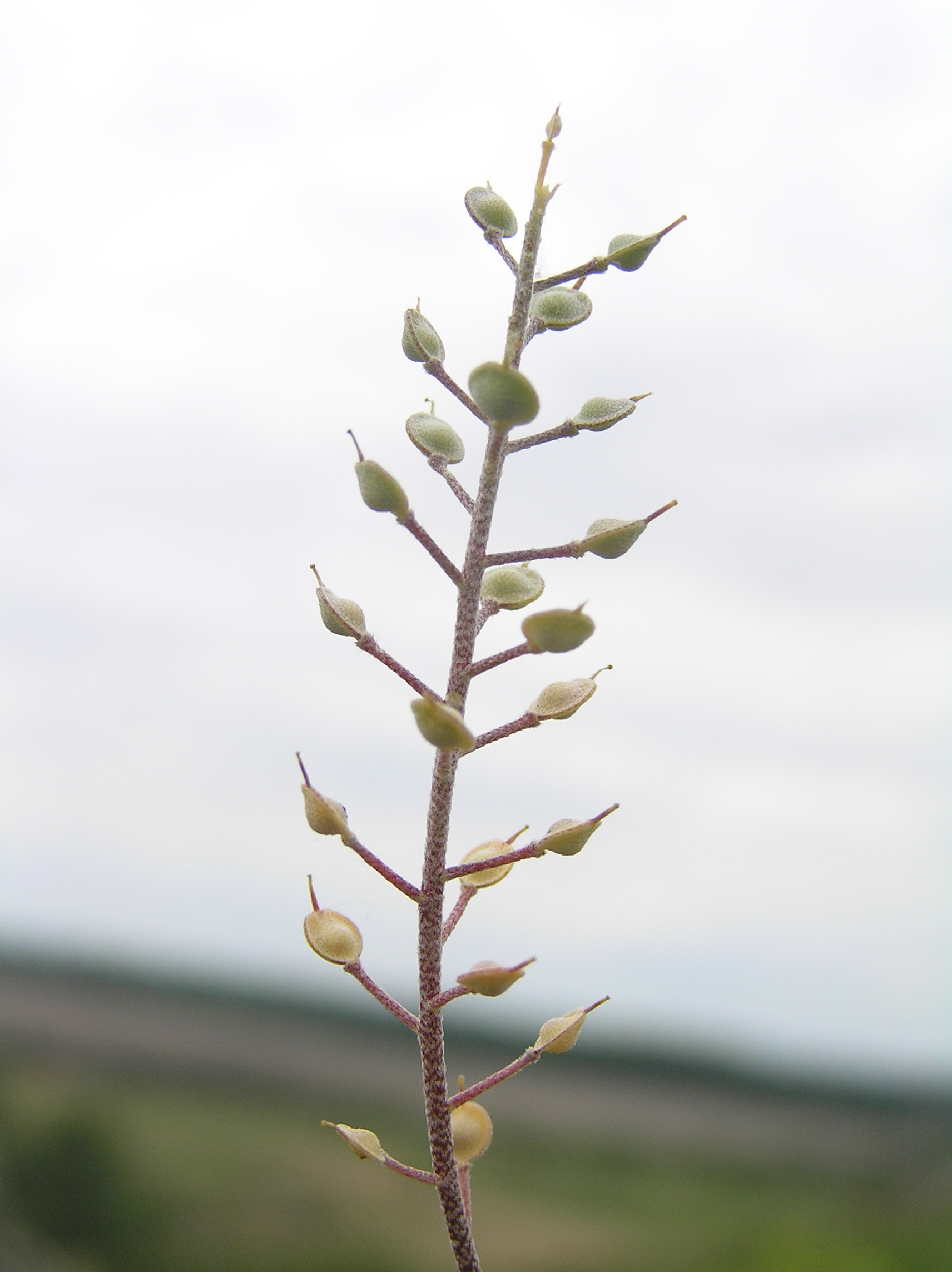
Zrající plody
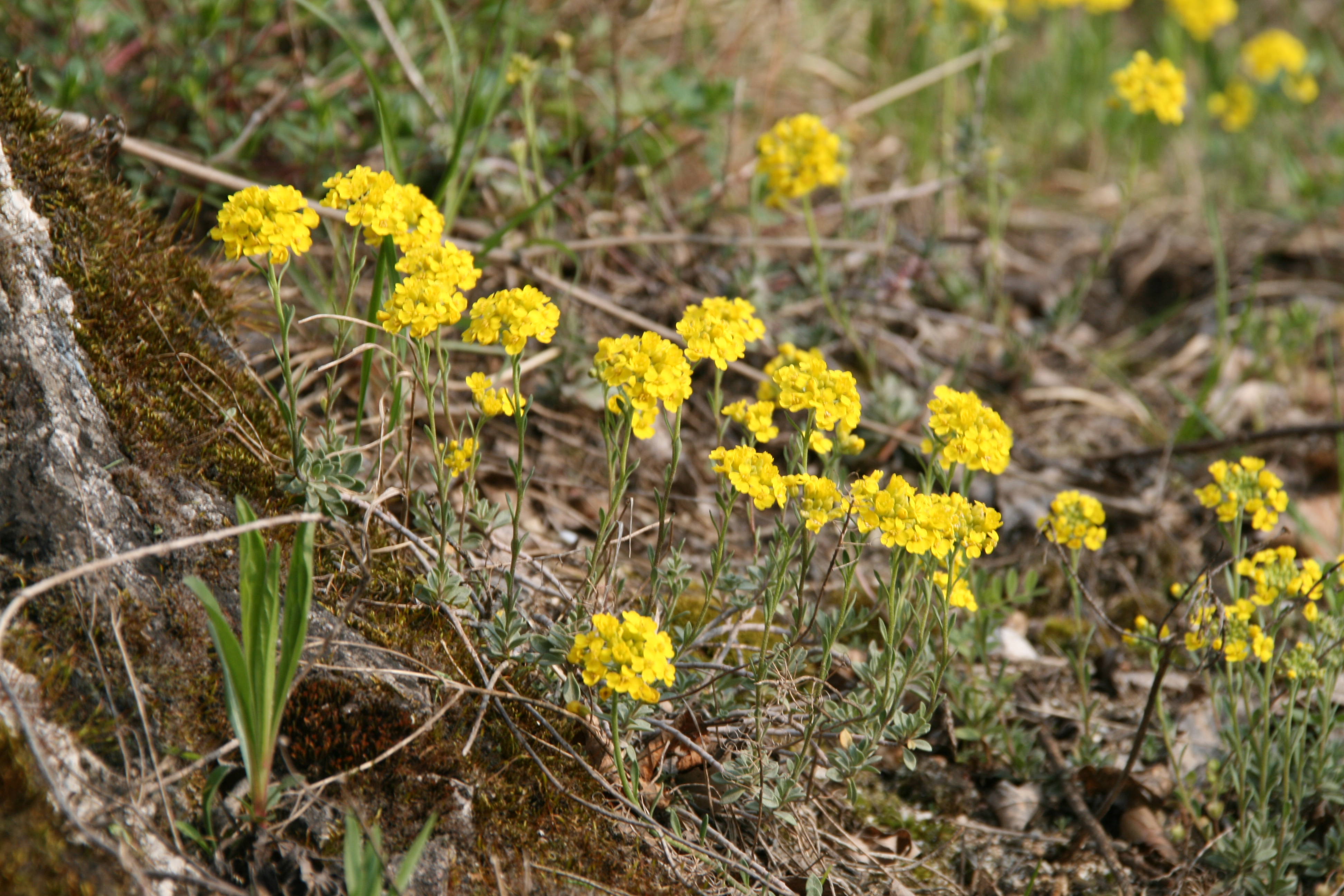
Typické stanoviště

## Použití
Pěstuje se jako skalnička v zahradách. Jsou vyšlechtěny zahradní kultivary. Je používána na skalky, suché zídky či do spár, samostatně i v kombinaci s dalšími skalničkami.

## Pěstování
Preferuje slunečné polohy, propustné sušší vápenité půdy. Množí se semeny.

## Choroby a škůdci
Dřepčík zelný, padlí, plíseň šedá, plži, háďátka.